# Wabana
Wabana es un pueblo canadiense situado en la provincia de Terranova y Labrador.

## Superficie
Wabana tiene una superficie de 14,49 km².

## Demografía
En 2021, tenía 1815 habitantes, una densidad poblacional de 125,3 hab./km², y 1181 viviendas.